# Seznam dopravních značek na Slovensku
Toto je seznam dopravního značení používaného na Slovensku. Více informací o tamějším dopravním značení naleznete v článku Dopravní značení na Slovensku.

## Dělení a provedení svislého značení
Provedení svislého dopravního značení na Slovensku definuje technická norma TNI 01 8020 z 1. února 2016. Na značení se musí používat písmo Tern.
Svislé dopravní značky jsou na Slovensku rozděleny do pěti hlavních skupin:
- Výstražné značky – Bílé trojúhelníkové značky s černou symbolikou a červeným ohraničením
- Regulační značky – Převážně kruhové značky, patří sem jak příkazové, tak zákazové značky
- Informační značky – Značky různého provedení a významu
- Vodicí dopravní zařízení – Krom kuželů sem patří různé směrovací tabule
- Světelná signalizace – Semafory, světelná znamení

## Výstražné značky

### Všeobecné výstražné značky
| Vyobrazení | Číslo a název  | Význam, užití a poznámky                                                         |
| ---------- | -------------- | -------------------------------------------------------------------------------- |
|            | 101: Nebezpečí | Upozorňuje na obecné nebezpečí, které nelze vyjádřit jinou odpovídající značkou. |

### Stavebně-technické vlastnosti silnice
| Vyobrazení | Číslo a název                          | Význam, užití a poznámky |
| ---------- | -------------------------------------- | --- |
|            | 110-10: Zatáčka (vlevo)                | Upozorňuje na nadcházející prudkou či jinak nebezpečnou zatáčku doleva. |
|            | 110-20: Zatáčka (vpravo)               | Upozorňuje na nadcházející prudkou či jinak nebezpečnou zatáčku doprava. |
|            | 111-10: Dvojitá zatáčka (první vlevo)  | Upozorňuje na nadcházející prudkou či jinak nebezpečnou zatáčku doleva bezprostředně následovanou zatáčkou doprava. |
|            | 111-20: Dvojitá zatáčka (první vpravo) | Upozorňuje na nadcházející prudkou či jinak nebezpečnou zatáčku doprava bezprostředně následovanou zatáčkou doleva. |
|            | 112-4 – 112-20: Klesání                | Upozorňuje řidiče na nadcházející úsek silnice, který klesá a na kterém je klesání vzhledem k okolnostem či sklonu pro řidiče nebezpečné. Technická norma definuje 17 značek očíslovaných od 4 do 20, kde číslo značky odpovídá procentuální hodnotě uvedené na značce.   |
|            | 113-4 – 113-20: Stoupání               | Upozorňuje řidiče na nadcházející úsek silnice, který stoupá a na kterém je stoupání vzhledem k okolnostem či sklonu pro řidiče nebezpečné. Technická norma definuje 17 značek očíslovaných od 4 do 20, kde číslo značky odpovídá procentuální hodnotě uvedené na značce. |
|            | 114-10: Zúžená vozovka (zprava)        | Upozorňuje na úsek silnice, kde se zužuje vozovka takovým způsobem, že se zprava zmenšuje šířka vozovky. |
|            | 114-20: Zúžená vozovka (zleva)         | Upozorňuje na úsek silnice, kde se zužuje vozovka takovým způsobem, že se zleva zmenšuje šířka vozovky. |
|            | 114-30: Zúžená vozovka (z obou stran)  | Upozorňuje na úsek silnice, kde se zužuje vozovka takovým způsobem, že se z obou stran zmenšuje šířka vozovky. |
|            | 115: Nerovnost vozovky                 | Upozorňuje na úsek silnice, na kterém se nalézají nerovnosti, výmoly a vypukliny, které mohou ohrozit bezpečnost silničního provozu. |
|            | 116: Nebezpečná krajnice               | Upozorňuje řidiče na nadcházející úsek silnice, kde se nalézá nebezpečná krajnice. |

### Stav vozovky a externí vlivy
| Vyobrazení | Číslo a název                           | Význam, užití a poznámky |
| ---------- | --------------------------------------- | --- |
|            | 120: Nebezpečí smyku                    | Upozorňuje na nedaleký úsek silnice, na kterém může dojít ke smyku vozidla. Řidiči by měli přizpůsobit rychlost dané situaci.                                                                   |
|            | 121: Sníh nebo náledí                   | Upozorňuje řidiče na nadcházející úsek silnice, kde při výskytu sněhu nebo náledí může dojít k fatální nehodě.                                                                                  |
|            | 122: Štěrk na vozovce                   | Upozorňuje řidiče na nadcházející úsek silnice, kde se volně vyskytuje velké množství štěrku, jehož odlétávající částečky by mohli ohrozit účastníky silničního provozu i případné kolemjdoucí. |
|            | 125-10: Spadané kamení (z pravé strany) | Upozorňuje řidiče na úsek, ve kterém může docházet k sesuvům půdy a padání úlomků okolních skal na vozovku.                                                                                     |
|            | 125-20: Spadané kamení (z levé strany)  | Upozorňuje řidiče na úsek, ve kterém může docházet k sesuvům půdy a padání úlomků okolních skal na vozovku.                                                                                     |
|            | 126: Boční vítr                         | Upozorňuje řidiče na nadcházející úsek silnice, kde může nenadálý boční vítr ohrozit bezpečnost silničního provozu.                                                                             |

### Organizace a stav provozu
| Vyobrazení | Číslo a název          | Význam, užití a poznámky |
| ---------- | ---------------------- | --- |
|            | 130: Kolony            | Upozorňuje řidiče na nadcházející úsek silnice, který trápí kolona pomalu jedoucích či stojících vozidel. |
|            | 131: Práce             | Upozorňuje na nedaleké místo, kde probíhají buďto práce přímo na vozovce nebo v její blízkosti, které mohou ohrozit bezpečnost silničního provozu, či ohrozit bezpečí na nich pracujících osob. Řidiči by měli přizpůsobit rychlost dané situaci.                  |
|            | 132: Obojsměrný provoz | Upozorňuje řidiče na nadcházející úsek silnice, kde bude na rozdíl od předchozí úseku silnice probíhat obousměrný provoz. Tato značka se může vyskytovat na konci jednosměrné silnice, nebo na místě, kde se silnice s rozdělenými pruhy slučuje do jedné silnice. |
|            | 135: Světelné signály  | Upozorňuje řidiče na nadcházející místo, kde je provoz řízen světelnou signalizací, kterou by řidič jinak nemusel v daném místě očekávat nebo která není včas zahlédnutelná.                                                                                       |
|            | 136: Křižovatka        | Upozorňuje na nadcházející křižovatku, na které není přednost určena žádnou jinou značkou, tedy platí na ni přednost zprava. |

### Pohyb v silnici
| Vyobrazení | Číslo a název                                                  | Význam, užití a poznámky |
| ---------- | -------------------------------------------------------------- | --- |
|            | 140-10: Chodci (umístění vpravo)                               | Upozorňují na místo, kde chodci často přecházejí vozovku, i když v daném místě není přechod pro ně určený. |
|            | 140-20: Chodci (umístění vlevo)                                | Upozorňují na místo, kde chodci často přecházejí vozovku, i když v daném místě není přechod pro ně určený. |
|            | 141-10: Děti (umístění vpravo)                                 | Upozorňují na nedaleké místo, kde se ve velkém nebo často shromažďují děti (dětská hřiště, školy apod.). Pro řidiče to tak může znamenat, že některé z dětí může neočekávaně vběhnout do vozovky a ohrozit své či řidičovo bezpečí. Řidiči by měli přizpůsobit rychlost dané situaci.    |
|            | 141-20: Děti (umístění vlevo)                                  | Upozorňují na nedaleké místo, kde se ve velkém nebo často shromažďují děti (dětská hřiště, školy apod.). Pro řidiče to tak může znamenat, že některé z dětí může neočekávaně vběhnout do vozovky a ohrozit své či řidičovo bezpečí. Řidiči by měli přizpůsobit rychlost dané situaci.    |
|            | 142-10: Přechod pro chodce (výstražná značka; umístění vpravo) | Mimo obec upozorňují na kterýkoliv nadcházející přechod pro chodce, v obci upozorňuje na takový přechod pro chodce, který je umístěn na nebezpečném místě (například za zatáčkou), na kterém by řidič jinak přítomnost takového přechod nepředpokládal.                                  |
|            | 142-20: Přechod pro chodce (výstražná značka; umístění vlevo)  | Mimo obec upozorňují na kterýkoliv nadcházející přechod pro chodce, v obci upozorňuje na takový přechod pro chodce, který je umístěn na nebezpečném místě (například za zatáčkou), na kterém by řidič jinak přítomnost takového přechod nepředpokládal.                                  |
|            | 143-10: Cyklisté (umístění vpravo)                             | Upozorňují řidiče na častý výskyt cyklistů. |
|            | 143-20: Cyklisté (umístění vlevo)                              | Upozorňují řidiče na častý výskyt cyklistů. |
|            | 145-10: Zvěř (umístění vpravo)                                 | Upozorňují na nedaleké místo, kde se ve velkém nebo často vyskytuje divoká zvěř. Pro řidiče to tak může znamenat, že některé zvíře může neočekávaně vběhnout do vozovky a ohrozit své či řidičovo bezpečí. Řidiči by měli přizpůsobit rychlost dané situaci.                             |
|            | 145-20: Zvěř (umístění vlevo)                                  | Upozorňují na nedaleké místo, kde se ve velkém nebo často vyskytuje divoká zvěř. Pro řidiče to tak může znamenat, že některé zvíře může neočekávaně vběhnout do vozovky a ohrozit své či řidičovo bezpečí. Řidiči by měli přizpůsobit rychlost dané situaci.                             |
|            | 145-11: Zvěř (drobní živočichové, umístění vpravo)             | Upozorňují na nedaleké místo, kde se ve velkém nebo často vyskytují drobní živočichové, jako například žáby. Pro řidiče to tak může znamenat, že některé zvíře může neočekávaně vběhnout do vozovky a ohrozit své či řidičovo bezpečí. Řidiči by měli přizpůsobit rychlost dané situaci. |
|            | 145-21: Zvěř (drobní živočichové, umístění vlevo)              | Upozorňují na nedaleké místo, kde se ve velkém nebo často vyskytují drobní živočichové, jako například žáby. Pro řidiče to tak může znamenat, že některé zvíře může neočekávaně vběhnout do vozovky a ohrozit své či řidičovo bezpečí. Řidiči by měli přizpůsobit rychlost dané situaci. |
|            | 146-10: Hospodářská zvířata (umístění vpravo)                  | Upozorňují na nedaleké místo, kde se vyskytuje hospodářské zvířectvo. Pro řidiče to tak může znamenat, že některé zvíře může neočekávaně vběhnout do vozovky a ohrozit své či řidičovo bezpečí. Řidiči by měli přizpůsobit rychlost dané situaci.                                        |
|            | 146-20: Hospodářská zvířata (umístění vlevo)                   | Upozorňují na nedaleké místo, kde se vyskytuje hospodářské zvířectvo. Pro řidiče to tak může znamenat, že některé zvíře může neočekávaně vběhnout do vozovky a ohrozit své či řidičovo bezpečí. Řidiči by měli přizpůsobit rychlost dané situaci.                                        |

### Přejezdové značky
| Vyobrazení | Číslo a název                                                                | Význam, užití a poznámky |
| ---------- | ---------------------------------------------------------------------------- | --- |
|            | 151: Přejezd                                                                 | Značí blížící se železniční přejezd |
|            | 152-10: Návěst před přejezdem (třípruhová, umístění vpravo)                  | Značí, že 240 metrů od místa, kde se značka nalézá je umístěn železniční přejezd. |
|            | 152-20: Návěst před přejezdem (třípruhová, umístění vlevo)                   | Značí, že 240 metrů od místa, kde se značka nalézá je umístěn železniční přejezd. |
|            | 152-11: Návěst před přejezdem (dvoupruhová, umístění vpravo)                 | Značí, že 160 metrů od místa, kde se značka nalézá je umístěn železniční přejezd. |
|            | 152-21: Návěst před přejezdem (dvoupruhová, umístění vlevo)                  | Značí, že 160 metrů od místa, kde se značka nalézá je umístěn železniční přejezd. |
|            | 152-12: Návěst před přejezdem (jednopruhová, umístění vpravo)                | Značí, že 80 metrů od místa, kde se značka nalézá, je umístěn železniční přejezd. |
|            | 152-22: Návěst před přejezdem (jednopruhová, umístění vlevo)                 | Značí, že 80 metrů od místa, kde se značka nalézá, je umístěn železniční přejezd. |
|            | 152-15: Návěst před přejezdem (třípruhová se vzdáleností, umístění vpravo)   | Značí, že ve vzdálenosti větší než 160 m, ale menší než 240 m, je umístěn železniční přejezd. Skutečná vzdálenost je udána přímo na značce.                                                                     |
|            | 152-25: Návěst před přejezdem (třípruhová se vzdáleností, umístění vlevo)    | Značí, že ve vzdálenosti větší než 160 m, ale menší než 240 m, je umístěn železniční přejezd. Skutečná vzdálenost je udána přímo na značce.                                                                     |
|            | 152-16: Návěst před přejezdem (dvoupruhová se vzdáleností, umístění vpravo)  | Značí, že ve vzdálenosti větší než 80 m, ale menší než 160 m je umístěn železniční přejezd. Skutečná vzdálenost je udána přímo na značce.                                                                       |
|            | 152-26: Návěst před přejezdem (dvoupruhová se vzdáleností, umístění vlevo)   | Značí, že ve vzdálenosti větší než 80 m, ale menší než 160 m je umístěn železniční přejezd. Skutečná vzdálenost je udána přímo na značce.                                                                       |
|            | 152-17: Návěst před přejezdem (jednopruhová se vzdáleností, umístění vpravo) | Značí, že ve vzdálenosti menší než 80 m je umístěn železniční přejezd. Skutečná vzdálenost je udána přímo na značce.                                                                                            |
|            | 152-27: Návěst před přejezdem (jednopruhová se vzdáleností, umístění vlevo)  | Značí, že ve vzdálenosti menší než 80 m je umístěn železniční přejezd. Skutečná vzdálenost je udána přímo na značce.                                                                                            |
|            | 153-50: Výstražný kříž (vedle vozovky)                                       | Značí, že se bezprostředně za značkou nalézá jednokolejný železniční přejezd. Značky 153-50 a 153-52 se umisťují u tratě, která není elektrifikovaná, značky 153-51 a 153-53 pak jen u elektrifikovaných tratí. |
|            | 153-51: Výstražný kříž (vedle vozovky, elektrifikovaná trať)                 | Značí, že se bezprostředně za značkou nalézá jednokolejný železniční přejezd. Značky 153-50 a 153-52 se umisťují u tratě, která není elektrifikovaná, značky 153-51 a 153-53 pak jen u elektrifikovaných tratí. |
|            | 153-52: Výstražný kříž (nad vozovkou)                                        | Značí, že se bezprostředně za značkou nalézá jednokolejný železniční přejezd. Značky 153-50 a 153-52 se umisťují u tratě, která není elektrifikovaná, značky 153-51 a 153-53 pak jen u elektrifikovaných tratí. |
|            | 153-53: Výstražný kříž (nad vozovkou, elektrifikovaná trať)                  | Značí, že se bezprostředně za značkou nalézá jednokolejný železniční přejezd. Značky 153-50 a 153-52 se umisťují u tratě, která není elektrifikovaná, značky 153-51 a 153-53 pak jen u elektrifikovaných tratí. |

## Regulační značky

### Značky o dávání přednosti v jízdě
| Vyobrazení | Číslo a název                        | Význam, užití a poznámky |
| ---------- | ------------------------------------ | --- |
|            | 201: Dej přednost v jízdě!           | Upozorňuje na nadcházející křižovatku, na níž je silnice, u které je značka umístěna, vedlejší silnicí, na které musí přijíždějící vozidla dát přednost případným vozidlům jedoucím po hlavní silnici. |
|            | 202: Stůj, dej přednost v jízdě!     | Přikazuje řidiči zastavit na místě u značky. Dále přikazuje řidiči se rozhlédnout, dát ostatním vozidlům patřičnou přednost a následně pokračovat v jízdě.                                             |
|            | 203: Přednost protijedoucích vozidel | Zakazuje řidiči jet silnicí dále za značku, pokud naproti jedou jiná vozidla. Těm je řidič povinen dát přednost.                                                                                       |

### Příkazové a zákazové značky: Směr jízdy
| Vyobrazení | Číslo a název                                    | Význam, užití a poznámky |
| ---------- | ------------------------------------------------ | --- |
|            | 210-10: Přikázaný směr jízdy (vlevo)             | Přikazuje řidiči na nadcházející křižovatce odbočit vlevo.                                                                                         |
|            | 210-20: Přikázaný směr jízdy (vpravo)            | Přikazuje řidiči na nadcházející křižovatce odbočit vpravo.                                                                                        |
|            | 210-30: Přikázaný směr jízdy (přímo)             | Přikazuje řidiči pokračovat v jízdě rovně, bez zabočení kamkoliv.                                                                                  |
|            | 210-31: Přikázaný směr jízdy (přímo nebo vlevo)  | Přikazuje řidiči na nadcházející křižovatce jet rovně nebo zabočit vlevo.                                                                          |
|            | 210-32: Přikázaný směr jízdy (přímo nebo vpravo) | Přikazuje řidiči na nadcházející křižovatce jet rovně nebo zabočit vpravo.                                                                         |
|            | 210-33: Přikázaný směr jízdy (vlevo nebo vpravo) | Přikazuje řidiči na nadcházející křižovatce zabočit buďto vlevo, nebo vpravo.                                                                      |
|            | 211-10: Přikázaný směr odbočení (zde vlevo)      | Přikazuje řidiči ještě před místem, kde je značka umístěna, zabočit vlevo.                                                                         |
|            | 211-20: Přikázaný směr odbočení (zde vpravo)     | Přikazuje řidiči ještě před místem, kde je značka umístěna, zabočit vpravo.                                                                        |
|            | 212-10: Přikázaný směr objíždění (vlevo)         | Přikazuje řidiči objet značku zleva. |
|            | 212-20: Přikázaný směr objíždění (vpravo)        | Přikazuje řidiči objet značku zprava. |
|            | 213: Kruhový objezd                              | Oznamuje řidiči vjezd na kruhový objezd a přikazuje zúčastnit se jízdy v kruhovém objezdu.                                                         |
|            | 215-10: Zákaz odbočení (vlevo)                   | Zakazuje řidiči provést na nadcházející křižovatce odbočení vlevo.                                                                                 |
|            | 215-20: Zákaz odbočení (vpravo)                  | Zakazuje řidiči provést na nadcházející křižovatce odbočení vpravo.                                                                                |
|            | 216: Zákaz otáčení                               | Zakazuje řidiči provést na nadcházející křižovatce manévr, který by vedl k otočení se vozidla jeho následující jízdě ve směru, odkud řidič přijel. |

### Příkazové a zákazové značky: Zvláštní pěšiny nebo pruhy
| Vyobrazení | Číslo a název                                                                                     | Význam, užití a poznámky                                                                                 |
| ---------- | ------------------------------------------------------------------------------------------------- | --- |
|            | 220: Pěšina pro chodce                                                                            | Oznamuje chodcům vstup na pěšinu určenou pouze chodcům.                                                  |
|            | 221: Cyklistická komunikace                                                                       | Oznamuje cyklistům vjezd na cestu určenou cyklistům.                                                     |
|            | 222: Společná pěšina pro chodce a cyklisty                                                        | Oznamuje začátek pěšiny určené jak pro chůzi chodců, tak jízdu cyklistů.                                 |
|            | 223-50: Oddělená pěšina pro chodce a cyklisty (cyklisté vlevo)                                    | Oznamuje začátek cesty rozdělené na dva pruhy, levý je určen pro jízdu cyklistů, pravý pro chůzi chodců. |
|            | 223-51: Oddělená pěšina pro chodce a cyklisty (cyklisté vpravo)                                   | Oznamuje začátek cesty rozdělené na dva pruhy, pravý je určen pro jízdu cyklistů, levý pro chůzi chodců. |
|            | 224: Vyhrazený pruh pro veřejnou dopravu                                                          | Oznamuje začátek pruhu určeného výhradně pro vozidla typu autobusů, trolejbusů apod.                     |
|            | 225-50: Konec zvláštní pěšiny nebo pruhu (pěšina pro chodce)                                      | Oznamuje, že pěšina určená značkou 220 končí.                                                            |
|            | 225-60: Konec zvláštní pěšiny nebo pruhu (cyklistická komunikace)                                 | Oznamuje, že cesta určená značkou 221 končí.                                                             |
|            | 225-70: Konec zvláštní pěšiny nebo pruhu (společná pěšina pro chodce a cyklisty)                  | Oznamuje, že pěšina určená značkou 222 končí.                                                            |
|            | 225-80: Konec zvláštní pěšiny nebo pruhu (oddělená pěšina pro chodce a cyklisty, cyklisté vlevo)  | Oznamuje, že cesta určená značkou 223-50 končí.                                                          |
|            | 225-81: Konec zvláštní pěšiny nebo pruhu (oddělená pěšina pro chodce a cyklisty, cyklisté vpravo) | Oznamuje, že cesta určená značkou 223-51 končí.                                                          |
|            | 225-90: Konec zvláštní pěšiny nebo pruhu (vyhrazený pruh pro veřejnou dopravu)                    | Oznamuje, že pruh určený značkou 224 končí.                                                              |

### Příkazové a zákazové značky: Zákazy vjezdů
| Vyobrazení | Číslo a název | Význam, užití a poznámky |
| ---------- | --- | --- |
|            | 230: Zákaz vjezdu                                                                                                  | Zakazuje řidiči vjet prostřednictvím vjezdu, u kterého značka stojí, do předem vymezeného územního celku, nebo stranou, u které značka stojí na předem určenou silnici. |
|            | 231: Zákaz vjezdu pro všechna vozidla                                                                              | Zakazuje řidiči vjet do předem vymezeného územního celku kterýmkoliv dopravním vozidlem prostřednictvím kteréhokoliv potenciálního vjezdu. |
|            | 232: Zákaz vjezdu pro všechna motorová vozidla                                                                     | Zakazuje řidiči motorového vozidla vjet prostřednictvím vjezdu, u kterého značka stojí, do předem vymezeného územního celku, nebo stranou, u které značka stojí na předem určenou silnici. |
|            | 233-50: Zákaz vjezdu pro motorová vozidla kromě motocyklů bez postranního vozíku                                   | Plní funkci značky 232, nevztahuje se ale na řidiče motocyklů bez postranního vozíku. |
|            | 233-52: Zákaz vjezdu pro nákladní vozidla                                                                          | Zakazuje řidiči nákladního vozidla vjet prostřednictvím vjezdu, u kterého značka stojí, do předem vymezeného územního celku, nebo stranou, u které značka stojí na předem určenou silnici. |
|            | 233-53: Zákaz vjezdu pro autobusy a trolejbusy                                                                     | Zakazuje řidiči autobusu (nebo trolejbusu) vjet prostřednictvím vjezdu, u kterého značka stojí, do předem vymezeného územního celku, nebo stranou, u které značka stojí na předem určenou silnici. |
|            | 233-55: Zákaz vjezdu pro zvláštní motorová vozidla                                                                 | Zakazuje řidiči traktoru či jiného vozidla se značně malou nejvyšší možnou rychlostí vjet prostřednictvím vjezdu, u kterého značka stojí, do předem vymezeného územního celku, nebo stranou, u které značka stojí na předem určenou silnici. |
|            | 233-56: Zákaz vjezdu pro motocykly                                                                                 | Zakazuje řidičům motocyklů vjet prostřednictvím vjezdu, u kterého značka stojí, do předem vymezeného územního celku, nebo stranou, u které značka stojí na předem určenou silnici. |
|            | 233-57: Zákaz vjezdu pro mopedy                                                                                    | Zakazuje řidičům mopedů vjet prostřednictvím vjezdu, u kterého značka stojí, do předem vymezeného územního celku, nebo stranou, u které značka stojí na předem určenou silnici. |
|            | 233-58: Zákaz vjezdu pro bicykly                                                                                   | Zakazuje cyklistům vjet prostřednictvím vjezdu, u kterého značka stojí, do předem vymezeného územního celku, nebo stranou, u které značka stojí na předem určenou silnici. |
|            | 233-60: Zákaz vstupu pro chodce                                                                                    | Zakazuje chodcům vstup do předem vytyčené oblasti nebo z příslušné strany na určenou silnici. |
|            | 233-63: Zákaz vjezdu pro zapřažená vozidla                                                                         | Zakazuje jezdcům na zvířatech, vjet prostřednictvím vjezdu, u kterého značka stojí, do předem vymezeného územního celku, nebo stranou, u které značka stojí na předem určenou silnici, pokud je k zvířeti zapřažen povoz nebo vozík. |
|            | 233-64: Zákaz vjezdu pro jezdce na zvířeti                                                                         | Zakazuje jezdci na zvířeti, například na koni, vjet prostřednictvím vjezdu, u kterého značka stojí, do předem vymezeného územního celku, nebo stranou, u které značka stojí na předem určenou silnici. |
|            | 233-72: Zákaz vjezdu pro přípojné vozidla                                                                          | Zakazuje řidičům vozidel, vjet prostřednictvím vjezdu, u kterého značka stojí, do předem vymezeného územního celku, nebo stranou, u které značka stojí na předem určenou silnici, pokud je k vozidlu připojen vozík, přívěs nebo jiný obdobný prostředek. |
|            | 233-77: Zákaz vjezdu pro obytné automobily                                                                         | Zakazuje vjet prostřednictvím vjezdu, u kterého značka stojí, do předem vymezeného územního celku, nebo stranou, u které značka stojí na předem určenou silnici, pokud řidič jede vozidlem, které má i obytnou část. |
|            | 233-78: Zákaz vjezdu pro obytné přívěsy                                                                            | Zakazuje vjet prostřednictvím vjezdu, u kterého značka stojí, do předem vymezeného územního celku, nebo stranou, u které značka stojí na předem určenou silnici, pokud řidič jede vozidlem, ke kterému je připojen obytný přívěs. |
|            | 233-85: Zákaz vstupu pro osoby pohybující se na bruslích, skateboardu, koloběžce nebo obdobném sportovním vybavení | Zakazuje vjet prostřednictvím vjezdu, u kterého značka stojí, do předem vymezeného územního celku, nebo stranou, u které značka stojí na předem určenou silnici, těm, kteří se přepravují na zařízeních jako brusle, skateboardy, longboardy, koloběžky apod. |
|            | 234: Zákaz vjezdu pro vozidla přepravující nebezpečné věci                                                         | Zakazuje řidičům nákladních vozidel, která přepravují nebezpečný náklad nebo náklad podle speciálních právních předpisů, vjet prostřednictvím vjezdu, u kterého značka stojí, do předem vymezeného územního celku, nebo stranou, u které značka stojí na předem určenou silnici. |
|            | 235: Zákaz vjezdu pro vozidla přepravující náklad, který může způsobit znečistění vody                             | Zakazuje řidičům nákladních vozidel, která přepravují náklad jehož únik by mohl znečistit okolní vodu, čímž by mohla vzniknout lokální katastrofa pro životní prostředí, vjet prostřednictvím vjezdu, u kterého značka stojí, do předem vymezeného územního celku, nebo stranou, u které značka stojí na předem určenou silnici. |
|            | 240: Maximální hmotnost                                                                                            | Zakazuje řidičům vozidel, jejichž celková hmotnost včetně nákladu přesahuje hodnotu udanou na značce, vjet prostřednictvím vjezdu, u kterého značka stojí, do předem vymezeného územního celku, nebo stranou, u které značka stojí na předem určenou silnici. Norma definuje značky s těmito hmotnostmi: 2.8 t, 3.5 t, 4 t, 4.5 t, 5 t, 5.5 t, 6 t, 6.5 t, 7 t, 7.5 t, 8 t, 8.5 t, 9 t, 9.5 t, 10 t, 11 t a dále do 43 t. Jednotlivé tyto verze jsou v normě definovány jako značky očíslované udanou hodnotou ze značky uvedenou se spojovníkem za číslem 240. Například značka s hodnotu 5 t je v normě udaná jako značka 240-5. |
|            | 241: Maximální hmotnost na nápravu                                                                                 | Zakazuje řidičům vozidel, jejichž celková hmotnost nákladu na jednu nápravu přesahuje hodnotu udanou na značce, vjet prostřednictvím vjezdu, u kterého značka stojí, do předem vymezeného územního celku, nebo stranou, u které značka stojí na předem určenou silnici. Norma definuje značky s těmito hmotnostmi: 7 t, 8 t, 9 t, 10 t a 11 t. Jednotlivé tyto verze jsou v normě definovány jako značky očíslované udanou hodnotou ze značky uvedenou se spojovníkem za číslem 241. Například značka s hodnotou 7 t je v normě udaná jako značka 241-7.                                                                           |
|            | 242: Maximální šířka                                                                                               | Zakazuje řidičům vozidel, jejichž celková šířka přesahuje hodnotu udanou na značce, vjet prostřednictvím vjezdu, u kterého značka stojí, do předem vymezeného územního celku, nebo stranou, u které značka stojí na předem určenou silnici. Norma definuje značky s těmito šířemi: 1.8 m, 1.9 m, 2 m, 2.1 m, 2.2 m, 2.3 m, 2.4 m a 2.5 m. Jednotlivé tyto verze jsou v normě definovány jako značky očíslované udanou hodnotou ze značky uvedenou se spojovníkem za číslem 242. Například značka s hodnotou 2,5 m je v normě udaná jako značka 242-2,5.                                                                            |
|            | 243: Maximální výška                                                                                               | Zakazuje řidičům vozidel, jejichž celková výška přesahuje hodnotu udanou na značce, vjet prostřednictvím vjezdu, u kterého značka stojí, do předem vymezeného územního celku, nebo stranou, u které značka stojí na předem určenou silnici. Norma definuje značky s těmito výškami: 1.8 m, 1.9 m, 2 m, 2.1 m a dále do 4.1 m. Jednotlivé tyto verze jsou v normě definovány jako značky očíslované udanou hodnotou ze značky uvedenou se spojovníkem za číslem 243. Například značka s hodnotou 3,5 m je v normě udaná jako značka 243-3,5.                                                                                        |
|            | 244: Maximální délka                                                                                               | Zakazuje řidičům vozidel, jejichž celková délka přesahuje hodnotu udanou na značce, vjet prostřednictvím vjezdu, u kterého značka stojí, do předem vymezeného územního celku, nebo stranou, u které značka stojí na předem určenou silnici. Norma definuje značky s těmito délkami: 7 m, 8 m, 9 m a dále do 21 m. Jednotlivé tyto verze jsou v normě definovány jako značky očíslované udanou hodnotou ze značky uvedenou se spojovníkem za číslem 244. Například značka s hodnotou 15 m je v normě udaná jako značka 244-15. |
|            | 245-50: Povinné zastavení vozidla (CLO – ZOLL)                                                                     | Přikazuje řidiči zastavit na místě u značky a vyčkat, až bude u něj provedena celní kontrola. Pod čarou je umístěn text v úředním jazyce země, do které vede silnice, u které je značka umístěna. V případě znázorněné značky je značka umístěna u silnice vedoucí do Rakouska, proto německý nápis Zoll. |
|            | 245-51: Povinné zastavení vozidla (Policie – kontrola)                                                             | Přikazuje řidiči zastavit na místě u značky a vyčkat, až bude u něj provedena silniční kontrola. |
|            | 248: Nízkoemisní zóna                                                                                              | Označuje začátek nízkoemisní zóny, kam je zakázán vjezd vozidlům s vysokými emisemi. |
|            | 249: Konec nízkoemisní zóny                                                                                        | Označuje konec nízkoemisní zóny definované značkou 248. |

### Příkazové a zákazové značky: Způsob jízdy
| Vyobrazení | Číslo a název                                      | Význam, užití a poznámky |
| ---------- | -------------------------------------------------- | --- |
|            | 250: Nejnižší dovolená rychlost                    | Přikazuje řidiči jet v následujícím úseku silnice rychleji než udanou rychlostí. Norma definuje značky s těmito rychlostmi: 30, 40, 50, 60, 70, 80, 90 a 100 km/h. Jednotlivé tyto verze jsou v normě definovány jako značky očíslované udanou hodnotou ze značky uvedenou se spojovníkem za číslem 250. Například značka s hodnotou 70 km/h je v normě udaná jako značka 250-70.                              |
|            | 251: Sněhové řetězy                                | Přikazuje řidiči vjet prostřednictvím vjezdu, u kterého značka stojí, do předem vymezeného územního celku, nebo stranou, u které značka stojí na předem určenou silnici, jen s nasazenými sněhovými řetězy. |
|            | 253: Nejvyšší dovolená rychlost                    | Zakazuje řidiči jet v následujícím úseku silnice rychleji než udanou rychlostí. Norma definuje značky s těmito rychlostmi: 10, 20, 30, 40, 50, 60, 70, 80, 90, 100, 110, 120, 130 a 140 km/h. Jednotlivé tyto verze jsou v normě definovány jako značky očíslované udanou hodnotou ze značky uvedenou se spojovníkem za číslem 253. Například značka s hodnotou 120 km/h je v normě udaná jako značka 253-120. |
|            | 254: Zákaz předjíždění                             | Zakazuje řidiči předjet vozidla, která jedou před ním. |
|            | 255: Zákaz předjíždění pro nákladní vozidla        | Zakazuje řidiči nákladních vozidel předjet vozidla, která jedou před ním. |
|            | 256: Minimální vzdálenost mezi vozidly             | Určují minimální vzdálenost, kterou je řidič povinen udržovat mezi svým vozidlem a vozidlem jedoucím před ním. |
|            | 260: Konec nejnižší dovolené rychlosti             | Označuje konec platnosti rychlosti udané značkou 250. Norma definuje značky s těmito rychlostmi: 30, 40, 50, 60, 70, 80, 90 a 100 km/h. Jednotlivé tyto verze jsou v normě definovány jako značky očíslované udanou hodnotou ze značky uvedenou se spojovníkem za číslem 260. Například značka s hodnotou 70 km/h je v normě udaná jako značka 260-70.                                                         |
|            | 261: Konec sněhových řetězů                        | Oznamuje řidiči, že opouští oblast, ve které platil příkaz udaný značkou 251. |
|            | 263: Konec nejvyšší dovolené rychlosti             | Oznamuje řidiči, že opouští oblast, ve které platil zákaz udaný značkou 253. Norma definuje značky s těmito rychlostmi: 10, 20, 30, 40, 50, 60, 70, 80, 90, 100, 110, 120, 130 a 140 km/h. Jednotlivé tyto verze jsou v normě definovány jako značky očíslované udanou hodnotou ze značky uvedenou se spojovníkem za číslem 263. Například značka s hodnotou 120 km/h je v normě udaná jako značka 263-120.    |
|            | 264: Konec zákazu předjíždění                      | Oznamuje řidiči, že opouští oblast, ve které platil zákaz udaný značkou 254. |
|            | 265: Konec zákazu předjíždění pro nákladní vozidla | Oznamuje řidiči, že opouští oblast, ve které platil zákaz udaný značkou 255. |
|            | 267: Konec více zákazů                             | Ukončuje platnost všech zákazů definovaných zákazovými značkami umístěnými na silnici před touto značkou. |
|            | 268: Zóna nejvyšší dovolené rychlosti              | Oznamují řidiči, že vjíždí do předem vytyčené oblasti, pro kterou platí rychlostní omezení udané na značce. |
|            | 269: Konec zóny nejvyšší dovolené rychlosti        | Oznamují řidiči, že opouští oblast udanou značkou 268. |

### Příkazové a zákazové značky: Statická doprava
| Vyobrazení | Číslo a název                                                              | Význam, užití a poznámky |
| ---------- | -------------------------------------------------------------------------- | --- |
|            | 270: Zákaz zastavení                                                       | Zakazují řidiči zastavovat v předem vymezené oblasti, pokud není zastavení nutné z technických či bezpečnostních důvodů. |
|            | 270-10: Zákaz zastavení (umístění šikmě/podélně vpravo, začátek platnosti) | Zakazují řidiči zastavovat v předem vymezené oblasti, pokud není zastavení nutné z technických či bezpečnostních důvodů. |
|            | 270-11: Zákaz zastavení (umístění šikmě/podélně vlevo, konec platnosti)    | Zakazují řidiči zastavovat v předem vymezené oblasti, pokud není zastavení nutné z technických či bezpečnostních důvodů. |
|            | 270-20: Zákaz zastavení (umístění šikmě/podélně vpravo, konec platnosti)   | Zakazují řidiči zastavovat v předem vymezené oblasti, pokud není zastavení nutné z technických či bezpečnostních důvodů. |
|            | 270-21: Zákaz zastavení (umístění šikmě/podélně vlevo, začátek platnosti)  | Zakazují řidiči zastavovat v předem vymezené oblasti, pokud není zastavení nutné z technických či bezpečnostních důvodů. |
|            | 270-30: Zákaz zastavení (umístění šikmě/podélně vpravo, průběh platnosti)  | Zakazují řidiči zastavovat v předem vymezené oblasti, pokud není zastavení nutné z technických či bezpečnostních důvodů. |
|            | 270-31: Zákaz zastavení (umístění šikmě/podélně vlevo, průběh platnosti)   | Zakazují řidiči zastavovat v předem vymezené oblasti, pokud není zastavení nutné z technických či bezpečnostních důvodů. |
|            | 271: Zákaz stání                                                           | Zakazuje řidiči stát v předem vymezené oblasti, zastavit však pro nutné účely může. |
|            | 271-10: Zákaz stání (umístění šikmo/podélně vpravo, začátek platnosti)     | Zakazuje řidiči stát v předem vymezené oblasti, zastavit však pro nutné účely může. |
|            | 271-11: Zákaz stání (umístění šikmo/podélně vlevo, konec platnosti)        | Zakazuje řidiči stát v předem vymezené oblasti, zastavit však pro nutné účely může. |
|            | 271-20: Zákaz stání (umístění šikmo/podélně vpravo, konec platnosti)       | Zakazuje řidiči stát v předem vymezené oblasti, zastavit však pro nutné účely může. |
|            | 271-21: Zákaz stání (umístění šikmo/podélně vlevo, začátek platnosti)      | Zakazuje řidiči stát v předem vymezené oblasti, zastavit však pro nutné účely může. |
|            | 271-30: Zákaz stání (umístění šikmo/podélně vpravo, průběh platnosti)      | Zakazuje řidiči stát v předem vymezené oblasti, zastavit však pro nutné účely může. |
|            | 271-31: Zákaz stání (umístění šikmo/podélně vlevo, průběh platnosti)       | Zakazuje řidiči stát v předem vymezené oblasti, zastavit však pro nutné účely může. |
|            | 272: Parkování                                                             | Značí parkoviště. |
|            | 273-55: Parkování na chodníku (částečně)                                   | Značí místo, kde může řidič zaparkovat své vozidlo na chodníku. Značky 273-50 až 273-58 určují, že vozidla musí stát podélně, částečně na vozovce a částečně na chodníku. Jednotlivé značky se liší upřesněním začátku či konce platnosti a strany silnice, pro kterou parkování platí. |
|            | 273-65: Parkování na chodníku (úplně)                                      | Značí místo, kde může řidič zaparkovat své vozidlo na chodníku. Značky 273-60 až 273-68 určují, že vozidla musí stát podélně a celá na chodníku. Jednotlivé značky se liší upřesněním začátku či konce platnosti a strany silnice, pro kterou parkování platí.                          |
|            | 273-75: Parkování na chodníku (příčně částečně)                            | Značí místo, kde může řidič zaparkovat své vozidlo na chodníku. Značky 273-70 až 273-78 určují, že vozidla musí stát příčně, částečně na vozovce a částečně na chodníku. Jednotlivé značky se liší upřesněním začátku či konce platnosti a strany silnice, pro kterou parkování platí.  |
|            | 273-85: Parkování na chodníku (příčně úplně)                               | Značí místo, kde může řidič zaparkovat své vozidlo na chodníku. Značky 273-80 až 273-88 určují, že vozidla musí stát příčně a celá na chodníku. Jednotlivé značky se liší upřesněním začátku či konce platnosti a strany silnice, pro kterou parkování platí.                           |
|            | 275: Zóna zákazu stání                                                     | Značí, že řidič vjíždí do zóny, kde platí zákaz stání. |
|            | 276: Konec zóny zákazu stání                                               | Oznamuje, že končí zóna definovaná značkou 275. |
|            | 277: Parkovací zóna                                                        | Značí, že řidič vjíždí do zóny, kde je možné parkovat. |
|            | 278: Konec parkovací zóny                                                  | Oznamuje, že končí zóna definovaná značkou 277. |

### Značky o jízdě po krajnici
| Vyobrazení | Číslo a název                                          | Význam, užití a poznámky                                                          |
| ---------- | ------------------------------------------------------ | --------------------------------------------------------------------------------- |
|            | 280-50: Jízda po krajnici (dva pruhy a krajnice)       | Oznamuje řidiči, že krom jízdy v obvyklých pruzích probíhá provoz i na krajnici.  |
|            | 280-51: Jízda po krajnici (tři pruhy a krajnice)       | Oznamuje řidiči, že krom jízdy v obvyklých pruzích probíhá provoz i na krajnici.  |
|            | 281-50: Opusťte krajnici (dva pruhy a krajnice)        | Přikazuje řidičům jedoucím po krajnici zařadit se do provozu v obvyklých pruzích. |
|            | 281-51: Opusťte krajnici (tři pruh a krajnice)         | Přikazuje řidičům jedoucím po krajnici zařadit se do provozu v obvyklých pruzích. |
|            | 282-50: Konec jízdy po krajnici (dva pruhy a krajnice) | Značí konec provozu po krajnici.                                                  |
|            | 282-51: Konec jízdy po krajnici (tři pruhy a krajnice) | Značí konec provozu po krajnici.                                                  |
|            | 283-50: Objíždění překážky po krajnici (jeden pruh)    | Oznamuje řidiči, že pro objetí překážky se má zařadit do provozu na krajnici.     |
|            | 283-51: Objíždění překážky po krajnici (dva pruhy)     | Oznamuje řidiči, že pro objetí překážky se má zařadit do provozu na krajnici.     |

## Informační značky

### Značky o přednosti v jízdě
| Vyobrazení | Číslo a název                                            | Význam, užití a poznámky |
| ---------- | -------------------------------------------------------- | --- |
|            | 301: Křižovatka s předností v jízdě                      | Upozorňuje na nadcházející křižovatku, na které mají vozidla přijíždějící po větvi, u které je značka umístěna, přednost v jízdě před vozidly přijíždějícími z postranních větví.     |
|            | 301-20: Křižovatka s předností v jízdě (pravé připojení) | Upozorňuje na nadcházející křižovatku, na které mají vozidla přijíždějící po větvi, u které je značka umístěna, přednost v jízdě před vozidly, které přijíždějí ke křižovatce zprava. |
|            | 302: Hlavní silnice                                      | Oznamuje řidiči, že jede po hlavní silnici a že je mu dávána přednost vozidly na vedlejších silnicích.                                                                                |
|            | 303: Konec hlavní silnice                                | Oznamuje řidiči, že hlavní silnice končí, tedy na nejbližší nadcházející křižovatce se silnice, po které jede, stane vedlejší silnicí.                                                |
|            | 304: Přednost před protijedoucími vozidly                | Oznamuje řidiči, že může jet silnicí dále za značku, protože naproti jedoucí vozidla mu dávají přednost.                                                                              |

### Značky o silnicích se zvláštními pravidly
| Vyobrazení | Číslo a název                                         | Význam, užití a poznámky                                                                                   |
| ---------- | ----------------------------------------------------- | --- |
|            | 305: Obec                                             | Označuje místo, od kterého začínají platit pravidla jízdy v obci a informuje o názvu příslušné obce.       |
|            | 306: Konec obce                                       | Označuje místo, kde končí platnost pravidel jízdy v obci a informuje o názvu obce, ze které řidič vyjíždí. |
|            | 307: Označení obce v jazyce národnostní menšiny       | Informuje o názvu dané obce na začátku obce v jazyce národnostní menšiny                                   |
|            | 308: Označení konce obce v jazyce národnostní menšiny | Informuje o názvu dané obce na konci obce v jazyce národnostní menšiny                                     |
|            | 309: Dálnice                                          | Oznamuje řidiči vjezd na dálnici.                                                                          |
|            | 310: Konec dálnice                                    | Oznamuje řidiči opuštění dálnice.                                                                          |
|            | 311: Silnice pro motorová vozidla                     | Oznamuje řidiči vjezd na silnici pro motorová vozidla.                                                     |
|            | 312: Konec silnice pro motorová vozidla               | Oznamuje řidiči opuštění silnice pro motorová vozidla.                                                     |
|            | 313: Úsek dálnice zpoplatněný dálniční známkou        | Oznamuje řidiči vjezd na úsek dálnice, kde má řidič za povinnost jet pouze se zaplacenou dálniční známkou. |
|            | 314: Úsek dálnice nezpoplatněný dálniční známkou      | Oznamuje řidiči vjezd na úsek dálnice, kde může jet i bez zaplacené dálniční známky.                       |
|            | 315: Obytná zóna                                      | Oznamuje vjezd do obytné zóny.                                                                             |
|            | 316: Konec obytné zóny                                | Oznamuje konec obytné zóny.                                                                                |
|            | 317: Pěší zóna                                        | Oznamuje vjezd do pěší zóny.                                                                               |
|            | 318: Konec pěší zóny                                  | Oznamuje konec pěší zóny.                                                                                  |
|            | 319: Školská zóna                                     | Oznamuje vjezd do zóny v okolí školy.                                                                      |
|            | 320: Konec školské zóny                               | Oznamuje konec zóny v okolí školy.                                                                         |
|            | 321-10: Jednosměrná silnice (zde vlevo)               | Oznamuje řidiči, že vlevo vede jednosměrná silnice.                                                        |
|            | 321-20: Jednosměrná silnice (zde vpravo)              | Oznamuje řidiči, že vpravo vede jednosměrná silnice.                                                       |
|            | 321-30: Jednosměrná silnice (přímo)                   | Oznamuje řidiči, že vjíždí na jednosměrnou silnici.                                                        |
|            | 322-50: Tunel (krátký, bez bližšího označení)         | Značí nadcházející bezvýznamný tunel.                                                                      |
|            | 322-51: Tunel (dlouhý, s názvem a délkou)             | Značí nadcházející tunel spolu jeho názvem a délkou.                                                       |

### Návěsti
| Vyobrazení | Číslo a název                                                   | Význam, užití a poznámky |
| ---------- | --------------------------------------------------------------- | --- |
|            | 325-10: Přechod pro chodce (informační značka, umístění vpravo) | Oznamují řidiči bezprostřední přítomnost přechodu pro chodce. |
|            | 325-20: Přechod pro chodce (informační značka, umístění vlevo)  | Oznamují řidiči bezprostřední přítomnost přechodu pro chodce. |
|            | 326-10: Přejezd pro cyklisty (umístění vpravo)                  | Oznamují řidiči bezprostřední přítomnost přejezdu pro cyklisty. |
|            | 326-20: Přejezd pro cyklisty (umístění vlevo)                   | Oznamují řidiči bezprostřední přítomnost přejezdu pro cyklisty. |
|            | 327-50: Podchod nebo nadchod (podchod)                          | Značí podchod pro chodce. |
|            | 327-51: Podchod nebo nadchod (bezbariérový podchod)             | Značí podchod pro chodce. |
|            | 327-60: Podchod nebo nadchod (nadchod)                          | Značí nadchod pro chodce. |
|            | 327-61: Podchod nebo nadchod (bezbariérový nadchod)             | Značí nadchod pro chodce. |
|            | 328: Slepá cesta                                                | Oznamuje řidiči, že vjíždí do slepé cesty. |
|            | 328-50: Slepá cesta (průjezdná pro cyklisty)                    | Oznamuje řidiči, že vjíždí do slepé cesty, kterou však mohou cyklisté projet dále. |
|            | 330: Služby                                                     | Oznamuje řidiči blízkost místa, kde se poskytuje nějaká užitečná služba. Existují varianty 330-50 až 330-97 znázorňující nejrůznější služby od čerpacích stanic, přes občerstvovací zařízení, po nádraží a zdravotnická zařízení.                           |
|            | 331-50: Zastávka autobusu, trolejbusu, elektrobusu              | Označuje místo, které slouží silničním motorovým dopravním prostředkům hromadné přepravy jako zastávka. |
|            | 331-60: Zastávka tramvaje                                       | Označuje místo, které slouží tramvaji jako zastávka. |
|            | 332: Stanoviště taxi                                            | Označuje místo, které slouží jako stanoviště taxi-služby. |
|            | 333: Policie                                                    | Označuje blízkost policejní služebny. |
|            | 334: Kontrola rychlosti                                         | Označuje část silnice, kde probíhá měření rychlosti vozidel. |
|            | 335: Nouzová odstavná plocha                                    | Označuje místo, kde může řidič v případě nebezpečí nebo poruchy bezpečně zastavit a odstavit vozidlo. |
|            | 336: Místo pro nouzové brzdění                                  | Označuje místo, kde může v případě nouze řidič zastavit své vozidlo, které jinak zastavit nedokáže. Existuje několik variant značky podle tvaru daného křížení silnic a umístění zastavovacího místa vůči silnici.                                          |
|            | 342: Informace o všeobecných pravidlech                         | U státních hranic oznamuje řidičům příjíždějícím ze zahraničí, jaké maximální rychlosti jízdy mají řidiči dodržovat na území Slovenské republiky a zároveň informuje o další důležitých a nutných pravidlech, jako je například celodenní používání světel. |
|            | 344: Varovná tabule                                             | Na nepřehledných a nebezpečných místech označuje druhou stranu výjezdu z dálnice tak, aby se řidič, který chce na dálnici najet, omylem nevjel do protisměru dálnice.                                                                                       |

### Místní návěst
| Vyobrazení | Číslo a název                                                                    | Význam, užití a poznámky                                                          |
| ---------- | -------------------------------------------------------------------------------- | --------------------------------------------------------------------------------- |
|            | 340-50: Místní návěst (hranice samosprávního kraje, jednořádkový název)          | Značí hranici mezi samosprávními kraji                                            |
|            | 340-51: Místní návěst (hranice samosprávního kraje, dvouřádkový název)           | Značí hranici mezi samosprávními kraji                                            |
|            | 340-52: Místní návěst (hranice okresu, jednořádkový název)                       | Značí hranici mezi okresy                                                         |
|            | 340-53: Místní návěst (hranice okresu, dvouřádkový název)                        | Značí hranici mezi okresy                                                         |
|            | 340-55: Místní návěst (všeobecný jednořádkový název)                             | Značí začátek místní části, čtvrti, místního obvodu apod.                         |
|            | 340-56: Místní návěst (všeobecný dvouřádkový název)                              | Značí začátek místní části, čtvrti, místního obvodu apod.                         |
|            | 340-60: Místní návěst (turistický cíl nebo turistická trasa, jednořádkový název) | Informují o nedalekém turistickém místě.                                          |
|            | 340-61: Místní návěst (turistický cíl nebo turistická trasa, dvouřádkový název)  | Informují o nedalekém turistickém místě.                                          |
|            | 340-65: Místní návěst (významný vodní tok)                                       | Oznamuje název řeky či jiného vodního toku, který protéká vedle nebo pod silnicí. |

### Státní hranice
| Vyobrazení | Číslo a název                                  | Význam, užití a poznámky                                      |
| ---------- | ---------------------------------------------- | ------------------------------------------------------------- |
|            | 341: Státní hranice                            | Informuje o státní hranici.                                   |
|            | 341-51: Státní hranice (Česká republika)       | Informuje o blízké státní hranici se zemí uvedenou na značce. |
|            | 341-52: Státní hranice (Republik Österreich)   | Informuje o blízké státní hranici se zemí uvedenou na značce. |
|            | 341-53: Státní hranice (Magyarország)          | Informuje o blízké státní hranici se zemí uvedenou na značce. |
|            | 341-54: Státní hranice (Rzeczpospolita Polska) | Informuje o blízké státní hranici se zemí uvedenou na značce. |

### Číslo silnice
| Vyobrazení | Číslo a název                                                                          | Význam, užití a poznámky |
| ---------- | -------------------------------------------------------------------------------------- | --- |
|            | 350-50: Číslo silnice I. nebo II. třídy (silnice I. třídy, jednociferné číslo)         | Informují řidiče o tom, po které silnice jede. |
|            | 350-51: Číslo silnice I. nebo II. třídy (silnice I. třídy, dvouciferné číslo)          | Informují řidiče o tom, po které silnice jede. |
|            | 350-52: Číslo silnice I. nebo II. třídy (silnice II. třídy, tříciferné číslo)          | Informují řidiče o tom, po které silnice jede. |
|            | 351: Číslo silnice III. třídy                                                          | Jako samostatná značka se nevyrábí. Její grafické provedení se umisťuje na směrové tabule, kde vyjadřuje, po které silnici se má řidič vydat k cíli. |
|            | 352-50: Číslo dálnice nebo rychlostní silnice (dálnice, jednociferné číslo)            | Informují řidiče o tom, po které dálnici, rychlostní silnici nebo mezinárodní evropské silnici jede.                                                 |
|            | 352-51: Číslo dálnice nebo rychlostní silnice (dálnice, dvouciferné číslo)             | Informují řidiče o tom, po které dálnici, rychlostní silnici nebo mezinárodní evropské silnici jede.                                                 |
|            | 352-60: Číslo dálnice nebo rychlostní silnice (rychlostní silnice, jednociferné číslo) | Informují řidiče o tom, po které dálnici, rychlostní silnici nebo mezinárodní evropské silnici jede.                                                 |
|            | 352-60: Číslo dálnice nebo rychlostní silnice (rychlostní silnice, dvouciferné číslo)  | Informují řidiče o tom, po které dálnici, rychlostní silnici nebo mezinárodní evropské silnici jede.                                                 |
|            | 353-50: Číslo E-cesty (třída A, dvouciferné číslo)                                     | Informují řidiče o tom, po které dálnici, rychlostní silnici nebo mezinárodní evropské silnici jede.                                                 |
|            | 353-51: Číslo E-cesty (třída B, tříciferné číslo)                                      | Informují řidiče o tom, po které dálnici, rychlostní silnici nebo mezinárodní evropské silnici jede.                                                 |

### Kilometrovník
| Vyobrazení | Číslo a název                                                                                         | Význam, užití a poznámky             |
| ---------- | --- | ------------------------------------ |
|            | 355-50: Kilometrovník (základní)                                                                      | Značí kilometr silnice nebo dálnice. |
|            | 355-60: Kilometrovník (s číslem dálnice)                                                              | Značí kilometr silnice nebo dálnice. |
|            | 355-61: Kilometrovník (s číslem rychlostní silnice)                                                   | Značí kilometr silnice nebo dálnice. |
|            | 355-62: Kilometrovník (s číslem zvláštně významné silnice I. třídy)                                   | Značí kilometr silnice nebo dálnice. |
|            | 355-70: Kilometrovník (staničení větve dálničního uzlu nebo přípojky – kategorie D označená Z 309)    | Značí kilometr silnice nebo dálnice. |
|            | 355-70: Kilometrovník (staničení větve dálničního uzlu nebo přípojky – kategorie R označená Z 309)    | Značí kilometr silnice nebo dálnice. |
|            | 355-70: Kilometrovník (staničení větve dálničního uzlu nebo přípojky – cesta I. třídy označená Z 309) | Značí kilometr silnice nebo dálnice. |